# معهد العلاج الطبي التأهيلي
معهد العلاج الطبي التأهيلي (REMEDI)، تم إنشاؤه عام 2003م كمركز للعلوم والتكنولوجيا والهندسة amp بالتعاون مع الجامعة الوطنية الأيرلندية، بمدينة جالواي. وقد حصل على منحة تبلغ 14.9 مليون يورو من مؤسسة العلوم بأيرلندا على مدار خمس سنوات.
ويقوم المعهد بإجراء بحث أساسي وبحث تطبيقي في العلاج الطبي التأهيلي، وهو مجال مُنبثق حديثًا ويجمع بين تكنولوجيات المعالجة الجينية ومعالجة الخلايا الجذعية البالغة. ويتمثل الهدف في استخدام الخلايا والجينات لتوليد أنسجة صحيّة يُمكن استخدامها في إصلاح أو استبدال الأنسجة والأعضاء الأخرى في طريقة مُغيرة بسيطة.
وتساعد مراكز العلوم والهندسة & والتكنولوجيا في عمل تواصل بين العلماء والمهندسين في شراكات عبر المجال الأكاديمي والصناعي لمعالجة الأسئلة البحثية الحاسمة ولتبني تطوير الشركات الجديدة والحالية القائمة على التكنولوجيا الأيرلندية ولجذب الصناعة التي يمكن أن تساهم بشكل كبير في بناء أيرلندا واقتصادها ولتوسيع فرص التعليم والعمل في أيرلندا في مجال العلوم والهندسة. ويتعين على مراكز العلوم والهندسة والتكنولوجيا (CSETs) أن تُقدم جودة بحثية رائعة وسِعة فكرية وتعاونًا مُثمرًا ومرونة في الاستجابة إلى الفرص البحثية الجديدة ودمج البحث والتعليم في المجالات التي تدعمها مؤسسة العلوم بأيرلندا (SFI).

## وصلات خارجية
- Regenerative Medicine Institute (REMEDI)
- Science Foundation Ireland
- National University of Ireland, Galway